# Rullekoven
Rullekoven is een gehucht in Kerniel, een deelgemeente van Borgloon in de Belgische provincie Limburg.

## Geschiedenis
Rullekoven is voortgekomen uit de laathoeve Rulicoven, waarbij de -hoven uitgang een Frankische oorsprong heeft. Deze laathoeve was in bezit van de abdij van Val-Saint-Lambert.
Rullekoven bezat een Sint-Martinuskapel, welke -zeker vanaf de 17e eeuw- ondergeschikt was aan de parochie van Gors-Opleeuw. De oudste vermelding van de kapel gaat terug tot 1461. De kapel werd in 1658 als vervallen beschouwd en ze bezat geen meubilair meer. In 1712 werd ze gerestaureerd. Van 1810-1840 werd ze als pastorie gebruikt, maar waarschijnlijk kort daarna gesloopt.

## Bezienswaardigheden
Aan Bellingstraat 2 bevindt zich de Hoeve Defastré, een verzameling ruime, witgekalkte bakstenen gebouwen uit 1839-1840.